# Grand Prix Pacyfiku 1995
Grand Prix Pacyfiku 1995 (oficjalnie II Pacific Grand Prix) – piętnasta eliminacja mistrzostw świata Formuły 1 sezonu 1995. Wyścig odbył się 22 października 1995 roku na torze TI Circuit Aida w mieście Aida (obecnie Mimasaka). Wygrał go Niemiec Michael Schumacher (Benetton). Drugie i trzecie miejsce zajęli Brytyjczycy z zespołu Williams: David Coulthard oraz Damon Hill. Zwycięstwo zapewniło Schumacherowi drugi tytuł mistrza świata.
Damon Hill, któremu brytyjskie media zarzucały, iż nie jest wystarczająco "silny" w walkach na torze, startował z pierwszego rzędu wraz ze zdobywcą pole position, Davidem Coulthardem. Schumacher, startujący z trzeciej pozycji, próbował go wyprzedzić na pierwszym zakręcie, ale próba ta zakończyła się niepowodzeniem, obu natomiast wyprzedził Francuz Jean Alesi (Ferrari), znajdując się na drugim miejscu. Hill był trzeci, a Schumacher piąty, wyprzedzony jeszcze przez Austriaka Gerharda Bergera (Ferrari). Podczas pierwszego pit stopu Schumacher wyprzedził Alesiego i Hilla. Jadąc na nowych oponach typu slick, stopniowo zbliżał się do Coultharda, odrabiając około dwie sekundy na okrążeniu. W końcu, po wyprzedzeniu go, zyskał przewagę 21 sekund, więc po wyjechaniu z trzeciego pit stopu (Coulthard zjeżdżał do boksów dwukrotnie) wciąż był liderem i pozostał nim do mety.

## Relacja

### Przed Grand Prix
Wyścig początkowo miał się odbyć 16 kwietnia 1995 roku jako trzecia eliminacja sezonu. Jednakże na skutek spustoszeń spowodowanych przez trzęsienie ziemi w Kobe, wyznaczono datę wyścigu na październik.
Przed wyścigiem Schumacher prowadził w klasyfikacji kierowców, mając 82 punkty, a drugi był Damon Hill, który miał 55 punktów. Hill mógł więc zdobyć tytuł jedynie, gdyby wygrał wszystkie trzy pozostałe do końca sezonu wyścigi, a Schumacher zgromadził w nich maksymalnie 3 punkty. Trzeci w klasyfikacji generalnej był David Coulthard (43 punkty), na czwartym miejscu znajdował się Johnny Herbert (40 punktów), a na piątym Jean Alesi (również 40 punktów). W punktacji konstruktorów prowadził zespół Benetton (112 punktów), a drugi był Williams (92 punkty). Na dwa tygodnie przed wyścigiem eksperci krytykowali Damona Hilla za to, że nie był wystarczająco "silny" w walce z Schumacherem podczas Grand Prix Europy. W wywiadzie przed wyścigiem kierowca Ligiera, Martin Brundle, powiedział:

Damon musi zrobić dwie rzeczy. Po pierwsze, musi założyć sobie, jako numerowi 1 Williamsa na przyszły rok, że zespół jest w stanie dać mu pełne wsparcie. Po drugie, musi "przywrócić siebie" jako kierowcę wyścigowego. Może musi raz czy dwa razy stracić przednie koło, by to zrobić.

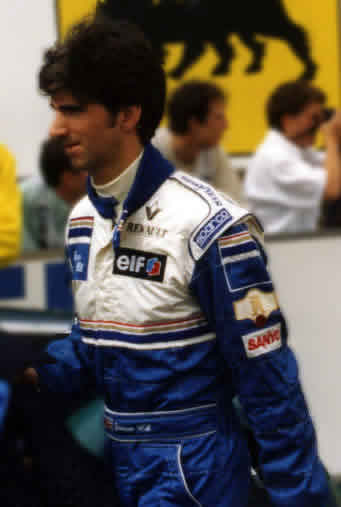
Damon Hill

Schumacher powiedział, że Hill podejmował "niezdecydowane próby", by go wyprzedzić, co "wpakowywało go w kłopoty". Komentarze pojawiały się natychmiast po seriach walk między Hillem a Schumacherem, szczególnie dużo było ich po Grand Prix Belgii, po którym to Hill oskarżył Schumachera o "blokowanie go". 19 października zebrała się Fédération Internationale de l’Automobile po to, by przedyskutować etykietę kierowców. Ustalono, że nie będzie żadnych zmian w tej kwestii. Zarząd Formuły 1 podkreślił, że Międzynarodowy Kodeks Sportowy powinien opierać się na zasadzie, że kierowcy mogą jeździć tak, jak chcą, jednakże "nie pozwalając im na celowe narażanie innego kierowcy na niebezpieczeństwo lub powtarzające się blokowanie na prostej", nawiązując do wydarzeń, jakie miały miejsce w roku 1995 pomiędzy Hillem a Schumacherem.
Przed Grand Prix Pacyfiku nastąpiło pięć zmian, jeśli chodzi o obsadę kierowców. W zespole Ligier przed sezonem ustalono, że samochodem z numerem 25 będą jeździć zarówno Martin Brundle, jak i Aguri Suzuki, a w Grand Prix Pacyfiku miał startować Suzuki (w poprzednich pięciu wyścigach startował Brundle). Mika Häkkinen, kierowca McLarena, miał zapalenie wyrostka robaczkowego, wskutek czego zastąpił go Jan Magnussen. Do Tyrrella powrócił Ukyo Katayama, który nie startował w poprzednim wyścigu z powodu kontuzji doznanej na skutek wypadku podczas Grand Prix Portugalii. W Footworku Gianni Morbidelli zastąpił Massimiliano Papisa, a w Pacifiku Jean-Denis Délétraz został zastąpiony przez Bertranda Gachota.

### Sesje treningowe i kwalifikacyjne
W sezonie 1995 miały miejsce dwie sesje treningowe (w piątek i sobotę), trwające po 105 minut, oraz dwie sesje kwalifikacyjne, po 60 minut każda (również w piątek oraz sobotę). Podczas Grand Prix Pacyfiku na torze było sucho. W pierwszej sesji treningowej najlepszy czas odniósł Michael Schumacher (1:16.057), a w drugiej – David Coulthard (1:15.730).

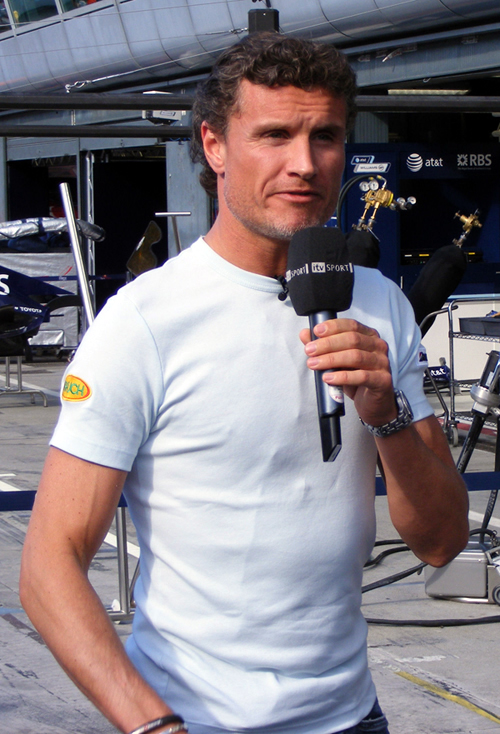
David Coulthard (zdjęcie zrobione w roku 2007, kiedy to Coulthard jeździł w Red Bull Racing)

Podczas sesji kwalifikacyjnej czwarte pole position z rzędu zdobył David Coulthard (1:14.013). Z drugiego miejsca startował Damon Hill, z trzeciego Michael Schumacher. Schumacher w drugiej sesji kwalifikacyjnej na skutek zmiany właściwości aerodynamicznych (zespół przez obie sesje zmieniał stopniowo nieco ustawienie spoilerów) odniósł znacznie lepszy czas niż w pierwszej i przez chwilę miał nawet najlepszy czas, ale ostatecznie dzięki wymianie opon typu slick na nowe wyprzedzili go Coulthard oraz Hill. Dodatkowa wymiana opon w samochodach Williamsa oznaczała, że zostały im się jedynie po dwa nowe komplety opon, podczas gdy Schumacherowi – trzy. Hill ponadto martwił się, że będzie startował z "brudnej" części toru (tzn. części toru, na której nie znajduje się idealna linia jazdy).
Czwartą pozycję startową zajął Gerhard Berger, mimo że pod koniec drugiej sesji kwalifikacyjnej wjechał w żwir. Piąty był Jean Alesi, szósty Eddie Irvine (najlepsza jego pozycja startowa w sezonie 1995). Debiutant Jan Magnussen był dwunasty.

### Wyścig
Temperatura powietrza podczas wyścigu wynosiła 21 °C. Kierowcy o 9:30 czasu lokalnego (JST) wyruszyli na półgodzinną sesję rozgrzewkową (ang. warm-up). Obaj kierowcy Williamsa potwierdzili dobrą formę w kwalifikacji: Coulthard był pierwszy (1:16.831), a Hill trzeci. Drugi był Jean-Christophe Boullion (Sauber), a czwarty Olivier Panis (Ligier). Hill jechał zapasowym Williamsem po prawej stronie prostej startowej, aby "wyczyścić" "brudną" stronę toru. Schumacher ukończył rozgrzewkę na ósmym miejscu, mimo wypadnięcia z trasy i uszkodzenia bolidu.
Wyścig rozpoczął się o godzinie 14:00 czasu lokalnego. Coulthard prowadził po pierwszym zakręcie. Hill wystartował źle. Schumacher próbował go wyprzedzić po zewnętrznej, ale Hill przyblokował go. Obaj kierowcy zjechali z idealnej linii jazdy, co wykorzystał Jean Alesi, wyprzedzając ich i awansując na drugie miejsce. Po pierwszym okrążeniu Coulthard miał 2,8 sekundy przewagi nad drugim w klasyfikacji Alesim oraz 3,1 sekundy przewagi nad trzecim Hillem. Na czwartym miejscu jechał Gerhard Berger, a na piątym Michael Schumacher. Na drugim okrążeniu odpadł Bertrand Gachot (awaria skrzyni biegów). Na siódmym okrążeniu Jean-Christophe Boullion wpadł w poślizg i wycofał się. Na piątym okrążeniu Schumacher wyprzedził Bergera i wkrótce potem jechał tuż za Hillem, który z kolei miał bardzo niewielką stratę do Alesiego. Na 11 okrążeniu Schumacher podjął pierwszą próbę wyprzedzenia Hilla (na serpentynie), ale zakończyła się ona niepowodzeniem. Hill był blokowany przez wolniejszego Alesiego, którego jednak nie potrafił wyprzedzić, dzięki czemu do ósmego okrążenia Coulthard zyskiwał około sekundę na okrążeniu. Na 18 okrążeniu Coulthard miał już 14 sekund przewagi nad drugim kierowcą.
Alesi, Hill oraz Schumacher obrali taktykę trzech pit stopów. Na pierwszy z nich wszyscy trzej zjechali na 18 okrążeniu. Mechanicy Benettona wymienili opony oraz zatankowali samochód szybciej, niż mechanicy Williamsa i Ferrari, dzięki czemu Schumacher wyjechał z boksów przed Alesim i Hillem. Postój Hilla z powodu zacięcia się zaworu paliwa był prawie dwukrotnie dłuższy niż postój Schumachera. Schumacher po wyjeździe z boksów był czwarty, Alesi siódmy, a Hill – dziesiąty. Schumacher zyskał trochę przewagi nad Alesim i Hillem; Hill wyprzedził poprzedzającego go Frentzena na 22 okrążeniu, a Alesi poprzedzającego go Irvine'a na okrążeniu 23. Irvine'a próbował również wyprzedzić Hill, ale uderzył w samochód Irvine'a, co spowodowało niewielkie uszkodzenie przedniego spoilera. Irvine zjechał do boksów na 25 okrążeniu, dzięki czemu Hill znalazł się bezpośrednio za Alesim. Przed wyścigiem Coulthard planował zjeżdżać do boksów trzykrotnie, ale podczas wyścigu zespół zmienił taktykę, planując, że szkocki kierowca zjedzie na pit stop jedynie dwa razy, przy czym pierwszy pit stop nastąpi sześć okrążeń po pierwotnie planowanym (tj. na 24 okrążeniu), i wtedy zespół zatankuje do samochodu więcej paliwa niż planowano. Dzięki temu, że Coulthard miał cięższy od Schumachera samochód, Niemiec jechał od tamtej pory znacznie szybciej niż Szkot.

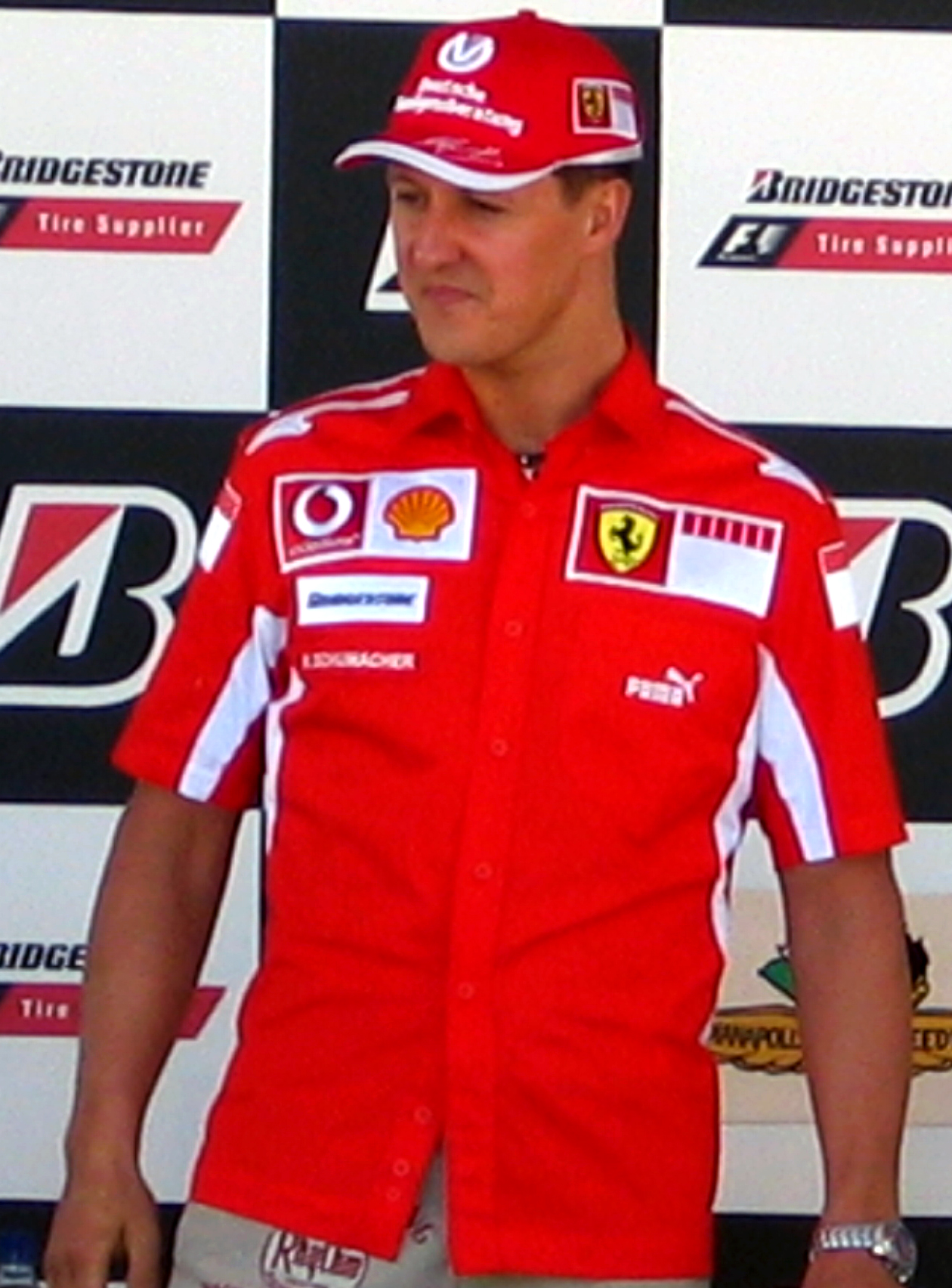
Michael Schumacher (zdjęcie wykonane w roku 2005, kiedy Schumacher jeździł w Ferrari)

Drugi raz Schumacher zjechał na postój na 38 okrążeniu. Po wyjechaniu z boksów był tuż przed Alesim, ale ponad 20 sekund za Coulthardem. Niemiec natychmiast zaczął ustanawiać najszybsze czasy okrążeń i ponownie zbliżył się do Coultharda. Po pit stopach Hilla (38 okrążenie) i Alesiego (39 okrążenie) Anglik znalazł się przed Francuzem. Na 45 okrążeniu Alesiego wyprzedził również Berger. Coulthard po raz drugi zjechał na pit stop na 49 okrążeniu, a wyjechał z niego 14 sekund za Schumacherem, który nadal powiększał przewagę, albowiem Coulthard miał ciężki bolid, a zmniejszenie przewagi utrudniali mu dodatkowo dublowani kierowcy. Schumacher ostatni raz zjechał do boksów na 60 okrążeniu, z przewagą 21 sekund nad Coulthardem. Przewaga ta była wystarczająca na tyle, by po wyjechaniu z boksów Niemiec nadal jechał przed Szkotem. Schumacher powiększył swoją przewagę do 15 sekund, wygrał swój ósmy wyścig w sezonie, po 83 okrążeniach uzyskując czas 1:48:49.972, oraz zapewnił sobie swój drugi tytuł mistrza świata, jako że Hill nie miał już nawet teoretycznych szans wyprzedzić Schumachera w klasyfikacji generalnej. Został tym samym najmłodszym kierowcą Formuły 1, który obronił tytuł (rekord ten pobił w 2006 roku Fernando Alonso). Coulthard dojechał do mety drugi (14 sekund za zwycięzcą), Hill trzeci, Berger czwarty, a Alesi piąty. Punktowaną szóstkę zamykał Johnny Herbert. Wyścig ukończyło 17 kierowców z 24 startujących.

### Po wyścigu
Po wyścigu okazało się, że po trzecim pit stopie Schumacher miał problem ze skrzynią biegów, a ostatnie okrążenie przejechał, widząc na swojej kierownicy ostrzegawcze światła. Schumacher pochwalił mechaników za to, że spisali się "znakomicie" podczas pierwszego pit stopu, co umożliwiło mu wyjechanie z boksów przed Alesim i Hillem. Powiedział też, że nigdy wcześniej nie widział "czegoś takiego jak ta drużyna i jej zdolności do zarządzania strategią", oraz że "nie popełnili oni" w tamtym sezonie "ani jednego błędu". Po wyścigu w parc fermé Schumacher oraz Hill ponowili kłótnię, która wywiązała się po Grand Prix Belgii, nad tym, jaki stopień blokowania można zaakceptować (dotyczyło to w szczególności zdarzenia na pierwszym zakręcie). Schumacher powiedział Hillowi, że był niezadowolony z jazdy Hilla podczas wyścigu, szczególnie podczas prób wyprzedzania na 1 i 11 okrążeniu. Schumacher stwierdził, że Hill wtedy "testował na nim hamulce". Hill odpowiedział:

Michael nie był zadowolony z tego, co kilka razy zrobiłem w wyścigu, powiedział mi też, że nie jest zadowolony z mojej jazdy. Uważam to za nadzwyczajne. Teraz jest taka sytuacja, że możemy jeździć, jak chcemy, dopóki nie narażamy kogoś na niebezpieczeństwo. Tak więc jechałem w ten sposób, a jemu się to nie podobało. Nie powinien się skarżyć w jakikolwiek sposób. Kiedy znaleźliśmy się w strefie hamowania na końcu prostej startowej, zrobiłem coś źle. Ale nie mam pojęcia co. Wydaje się, że jest jedna zasada dla niego, a inna dla każdego innego. Myślę po prostu, że każdy z was zgodzi się z tym, i że nie powinny mieć miejsca skargi, albo że są zasady, i każdy powinien się ich trzymać. Uważam, że w tym roku jestem lepszym, mocniejszym kierowcą aniżeli w zeszłym, i mogę bazować na tym w przyszłym roku. Oczywiście Michael ma przewagę nad każdym, i jeśli chcę wygrać, to mam zamiar zmuszać go do wyprzedzania.

Pomimo komentarzy Hilla, przetrwał on ciągłą krytykę ze strony brytyjskich mediów po jego słabych wynikach; pojawiły się również spekulacje, że Williams zamierza zastąpić go Frentzenem (chociaż pojawiły się również plotki, iż Frentzen może trafić do McLarena w miejsce Häkkinena). Mimo tych plotek Frank Williams dał mu "jasne wotum zaufania", począwszy od Grand Prix Japonii. Przed Grand Prix Japonii Schumacher obejrzał powtórki wideo, wskutek czego zmienił swoje zdanie na temat incydentu, i nie obwiniał już Hilla.
W wywiadzie David Coulthard powiedział, że decyzja o zmianie taktyki trzech pit stopów na dwa należała do niego, i powiedział o tym załodze Williamsa. Po przeanalizowaniu stwierdził jednak, że było to błędem, oraz że "chciałby obwinić kogokolwiek o tę decyzję, ale nie może".
Grand Prix Pacyfiku odbyło się w sezonie 1995 po raz ostatni, na skutek niestabilności finansowej zarządcy toru.

## Lista startowa
| Nr | Kierowca                 | Zespół                      | Samochód        | Silnik                     | Opony |
| -- | ------------------------ | --------------------------- | --------------- | -------------------------- | ----- |
| 1  | Michael Schumacher       | Mild Seven Benetton Renault | Benetton B195   | Renault RS7 3.0 V10        | G     |
| 2  | Johnny Herbert           | Mild Seven Benetton Renault | Benetton B195   | Renault RS7 3.0 V10        | G     |
| 3  | Ukyo Katayama            | Nokia Tyrrell Yamaha        | Tyrrell 023     | Yamaha OX10C 3.0 V10       | G     |
| 4  | Mika Salo                | Nokia Tyrrell Yamaha        | Tyrrell 023     | Yamaha OX10C 3.0 V10       | G     |
| 5  | Damon Hill               | Rothmans Williams Renault   | Williams FW17B  | Renault RS7 3.0 V10        | G     |
| 6  | David Coulthard          | Rothmans Williams Renault   | Williams FW17B  | Renault RS7 3.0 V10        | G     |
| 7  | Mark Blundell            | Marlboro McLaren Mercedes   | McLaren MP4/10C | Mercedes FO110 3.0 V10     | G     |
| 8  | Jan Magnussen            | Marlboro McLaren Mercedes   | McLaren MP4/10C | Mercedes FO110 3.0 V10     | G     |
| 9  | Gianni Morbidelli        | Footwork Hart               | Footwork FA16   | Hart 830 3.0 V8            | G     |
| 10 | Taki Inoue               | Footwork Hart               | Footwork FA16   | Hart 830 3.0 V8            | G     |
| 14 | Rubens Barrichello       | B&H Total Jordan Peugeot    | Jordan 195      | Peugeot A10 3.0 V10        | G     |
| 15 | Eddie Irvine             | B&H Total Jordan Peugeot    | Jordan 195      | Peugeot A10 3.0 V10        | G     |
| 16 | Bertrand Gachot          | Pacific Grand Prix Ltd      | Pacific PR02    | Ford EDC 3.0 V8            | G     |
| 17 | Andrea Montermini        | Pacific Grand Prix Ltd      | Pacific PR02    | Ford EDC 3.0 V8            | G     |
| 21 | Pedro Diniz              | Parmalat Forti Ford         | Forti FG01      | Ford EDD 3.0 V8            | G     |
| 22 | Roberto Moreno           | Parmalat Forti Ford         | Forti FG01      | Ford EDD 3.0 V8            | G     |
| 23 | Pedro Lamy               | Minardi Scuderia Italia     | Minardi M195    | Ford EDM 3.0 V8            | G     |
| 24 | Luca Badoer              | Minardi Scuderia Italia     | Minardi M195    | Ford EDM 3.0 V8            | G     |
| 25 | Aguri Suzuki             | Ligier Gitanes Blondes      | Ligier JS41     | Mugen Honda MF-301 3.0 V10 | G     |
| 26 | Olivier Panis            | Ligier Gitanes Blondes      | Ligier JS41     | Mugen Honda MF-301 3.0 V10 | G     |
| 27 | Jean Alesi               | Scuderia Ferrari SpA        | Ferrari 412T2   | Ferrari 044/1 3.0 V12      | G     |
| 28 | Gerhard Berger           | Scuderia Ferrari SpA        | Ferrari 412T2   | Ferrari 044/1 3.0 V12      | G     |
| 29 | Jean-Christophe Boullion | Red Bull Sauber Ford        | Sauber C14      | Ford ECA Zetec-R 3.0 V8    | G     |
| 30 | Heinz-Harald Frentzen    | Red Bull Sauber Ford        | Sauber C14      | Ford ECA Zetec-R 3.0 V8    | G     |
| Nr | Kierowca                 | Zespół                      | Samochód        | Silnik                     | Opony |

## Wyniki

### Kwalifikacje
| P  | Nr | Kierowca                 | Konstruktor(-silnik) | Opony | Czas     | Odstęp   | Strata   |
| -- | -- | ------------------------ | -------------------- | ----- | -------- | -------- | -------- |
| 1  | 6  | David Coulthard          | Williams-Renault     | G     | 1:14.013 | -        | -        |
| 2  | 5  | Damon Hill               | Williams-Renault     | G     | 1:14.213 | 0:00.200 | 0:00.200 |
| 3  | 1  | Michael Schumacher       | Benetton-Renault     | G     | 1:14.284 | 0:00.071 | 0:00.271 |
| 4  | 27 | Jean Alesi               | Ferrari              | G     | 1:14.919 | 0:00.635 | 0:00.906 |
| 5  | 28 | Gerhard Berger           | Ferrari              | G     | 1:14.974 | 0:00.055 | 0:00.961 |
| 6  | 15 | Eddie Irvine             | Jordan-Peugeot       | G     | 1:15.354 | 0:00.380 | 0:01.341 |
| 7  | 2  | Johnny Herbert           | Benetton-Renault     | G     | 1:15.556 | 0:00.202 | 0:01.543 |
| 8  | 30 | Heinz-Harald Frentzen    | Sauber-Ford          | G     | 1:15.561 | 0:00.005 | 0:01.548 |
| 9  | 26 | Olivier Panis            | Ligier-Mugen Honda   | G     | 1:15.621 | 0:00.060 | 0:01.608 |
| 10 | 7  | Mark Blundell            | McLaren-Peugeot      | G     | 1:15.652 | 0:00.031 | 0:01.639 |
| 11 | 14 | Rubens Barrichello       | Jordan-Peugeot       | G     | 1:15.774 | 0:00.122 | 0:01.761 |
| 12 | 8  | Jan Magnussen            | McLaren-Mercedes     | G     | 1:16.339 | 0:00.525 | 0:02.326 |
| 13 | 25 | Aguri Suzuki             | Ligier-Mugen Honda   | G     | 1:16.519 | 0:00.180 | 0:02.506 |
| 14 | 23 | Pedro Lamy               | Minardi-Ford         | G     | 1:16.596 | 0:00.077 | 0:02.583 |
| 15 | 29 | Jean-Christophe Boullion | Sauber-Ford          | G     | 1:16.646 | 0:00.050 | 0:02.633 |
| 16 | 24 | Luca Badoer              | Minardi-Ford         | G     | 1:16.887 | 0:00.241 | 0:02.874 |
| 17 | 3  | Ukyo Katayama            | Tyrrell-Yamaha       | G     | 1:17.014 | 0:00.027 | 0:03.001 |
| 18 | 4  | Mika Salo                | Tyrrell-Yamaha       | G     | 1:17.213 | 0:00.199 | 0:03.200 |
| 19 | 9  | Gianni Morbidelli        | Footwork-Hart        | G     | 1:18.114 | 0:00.899 | 0:04.101 |
| 20 | 10 | Taki Inoue               | Footwork-Hart        | G     | 1:18.212 | 0:00.098 | 0:04.199 |
| 21 | 21 | Pedro Diniz              | Forti-Ford           | G     | 1:19.579 | 0:01.367 | 0:05.566 |
| 22 | 22 | Roberto Moreno           | Forti-Ford           | G     | 1:19.745 | 0:00.172 | 0:05.742 |
| 23 | 17 | Andrea Montermini        | Pacific-Ford         | G     | 1:20.093 | 0:00.066 | 0:06.080 |
| 24 | 16 | Bertrand Gachot          | Pacific-Ford         | G     | 1:21.405 | 0:00.386 | 0:07.392 |
| P  | Nr | Kierowca                 | Konstruktor(-silnik) | Opony | Czas     | Odstęp   | Strata   |

### Wyścig
| P                 | + / – | Nr | Kierowca                 | Konstruktor        | Opony | Okr. | Czas / Strata | Komentarz       |
| ----------------- | ----- | -- | ------------------------ | ------------------ | ----- | ---- | ------------- | --------------- |
| 1                 | 2     | 1  | Michael Schumacher       | Benetton-Renault   | G     | 83   | 1h48:49.972   |                 |
| 2                 | 1     | 6  | David Coulthard          | Williams-Renault   | G     | 83   | +0:14.920     |                 |
| 3                 | 1     | 5  | Damon Hill               | Williams-Renault   | G     | 83   | +0:48.333     |                 |
| 4                 | 1     | 28 | Gerhard Berger           | Ferrari            | G     | 82   | +1 okr.       |                 |
| 5                 | 1     | 27 | Jean Alesi               | Ferrari            | G     | 82   | +1 okr.       |                 |
| 6                 | 1     | 2  | Johnny Herbert           | Benetton-Renault   | G     | 82   | +1 okr.       |                 |
| 7                 | 1     | 30 | Heinz-Harald Frentzen    | Sauber-Ford        | G     | 82   | +1 okr.       |                 |
| 8                 | 1     | 26 | Olivier Panis            | Ligier-Mugen Honda | G     | 81   | +2 okr.       |                 |
| 9                 | 1     | 7  | Mark Blundell            | McLaren-Mercedes   | G     | 81   | +2 okr.       |                 |
| 10                | 2     | 8  | Jan Magnussen            | McLaren-Mercedes   | G     | 81   | +2 okr.       |                 |
| 11                | 5     | 15 | Eddie Irvine             | Jordan-Peugeot     | G     | 81   | +2 okr.       |                 |
| 12                | 6     | 4  | Mika Salo                | Tyrrell-Yamaha     | G     | 80   | +3 okr.       |                 |
| 13                | 1     | 23 | Pedro Lamy               | Minardi-Ford       | G     | 80   | +3 okr.       |                 |
| 14                | 3     | 3  | Ukyo Katayama            | Tyrrell-Yamaha     | G     | 80   | +3 okr.       |                 |
| 15                | 1     | 24 | Luca Badoer              | Minardi-Ford       | G     | 80   | +3 okr.       |                 |
| 16                | 6     | 22 | Roberto Moreno           | Forti-Ford         | G     | 78   | +5 okr.       |                 |
| 17                | 4     | 21 | Pedro Diniz              | Forti-Ford         | G     | 77   | +6 okr.       |                 |
| Niesklasyfikowani |       |    |                          |                    |       |      |               |                 |
|                   |       | 14 | Rubens Barrichello       | Jordan-Peugeot     | G     | 67   | +16 okr.      | elektryka       |
|                   |       | 9  | Gianni Morbidelli        | Footwork-Hart      | G     | 63   | +20 okr.      | silnik          |
|                   |       | 14 | Taki Inoue               | Footwork-Hart      | G     | 38   | +45 okr.      | elektryka       |
|                   |       | 17 | Andrea Montermini        | Pacific-Ford       | G     | 14   | +69 okr.      | skrzynia biegów |
|                   |       | 25 | Aguri Suzuki             | Ligier-Mugen Honda | G     | 10   | +73 okr.      | poślizg         |
|                   |       | 29 | Jean-Christophe Boullion | Sauber-Ford        | G     | 7    | +77 okr.      | poślizg         |
|                   |       | 16 | Bertrand Gachot          | Pacific-Ford       | G     | 2    | +81 okr.      | silnik          |
| P                 | + / – | Nr | Kierowca                 | Konstruktor        | Opony | Okr. | Czas / Strata | Komentarz       |

### Najszybsze okrążenie
| Nr | Kierowca           | Konstruktor      | Opony | Czas     | Okr. |
| -- | ------------------ | ---------------- | ----- | -------- | ---- |
| 1  | Michael Schumacher | Benetton-Renault | G     | 1:16.374 | 40   |

## Klasyfikacja po wyścigu

### Kierowcy
| P  | +/− | Kierowca                 | Starty | Punkty | P1 | P2 | P3 | PP | NO | NS |
| -- | --- | ------------------------ | ------ | ------ | -- | -- | -- | -- | -- | -- |
| 1  | 0   | Michael Schumacher       | 15     | 92     | 8  | 1  | 1  | 3  | 7  | 3  |
| 2  | 0   | Damon Hill               | 15     | 59     | 3  | 3  | 2  | 6  | 3  | 5  |
| 3  | 0   | David Coulthard          | 15     | 49     | 1  | 4  | 3  | 5  | 2  | 6  |
| 4  | +1  | Jean Alesi               | 15     | 42     | 1  | 4  | -  | -  | 1  | 6  |
| 5  | −1  | Johnny Herbert           | 15     | 41     | 2  | 1  | -  | -  | -  | 3  |
| 6  | 0   | Gerhard Berger           | 15     | 31     | -  | -  | 6  | 1  | 2  | 4  |
| 7  | 0   | Heinz-Harald Frentzen    | 15     | 15     | -  | -  | 1  | -  | -  | 4  |
| 8  | 0   | Mika Häkkinen            | 14     | 11     | -  | 1  | -  | -  | -  | 9  |
| 9  | 0   | Rubens Barrichello       | 15     | 11     | -  | 1  | -  | -  | -  | 7  |
| 10 | 0   | Mark Blundell            | 13     | 10     | -  | -  | -  | -  | -  | 5  |
| 11 | 0   | Olivier Panis            | 15     | 8      | -  | -  | -  | -  | -  | 6  |
| 12 | 0   | Martin Brundle           | 11     | 7      | -  | -  | 1  | -  | -  | 4  |
| 13 | 0   | Eddie Irvine             | 15     | 7      | -  | -  | 1  | -  | -  | 6  |
| 14 | 0   | Jean-Christophe Boullion | 10     | 3      | -  | -  | -  | -  | -  | 4  |
| 15 | 0   | Mika Salo                | 15     | 2      | -  | -  | -  | -  | -  | 5  |
| 16 | 0   | Aguri Suzuki             | 5      | 1      | -  | -  | -  | -  | -  | 1  |
| 17 | 0   | Gianni Morbidelli        | 8      | 1      | -  | -  | -  | -  | -  | 3  |
| 18 | 0   | Pierluigi Martini        | 9      | 0      | -  | -  | -  | -  | -  | 5  |
| 19 | 0   | Ukyo Katayama            | 14     | 0      | -  | -  | -  | -  | -  | 11 |
| 20 | 0   | Massimiliano Papis       | 7      | 0      | -  | -  | -  | -  | -  | 5  |
| 21 | 0   | Luca Badoer              | 15     | 0      | -  | -  | -  | -  | -  | 7  |
| 22 | 0   | Taki Inoue               | 15     | 0      | -  | -  | -  | -  | -  | 11 |
| 23 | 0   | Andrea Montermini        | 14     | 0      | -  | -  | -  | -  | -  | 10 |
| 24 | 0   | Pedro Lamy               | 6      | 0      | -  | -  | -  | -  | -  | 2  |
| 25 | 0   | Pedro Diniz              | 15     | 0      | -  | -  | -  | -  | -  | 8  |
| 26 | 0   | Domenico Schiattarella   | 5      | 0      | -  | -  | -  | -  | -  | 3  |
| 27 | 0   | Nigel Mansell            | 2      | 0      | -  | -  | -  | -  | -  | 1  |
| 28 | N   | Jan Magnussen            | 1      | 0      | -  | -  | -  | -  | -  | -  |
| 29 | 0   | Bertrand Gachot          | 9      | 0      | -  | -  | -  | -  | -  | 8  |
| 29 | 0   | Jos Verstappen           | 5      | 0      | -  | -  | -  | -  | -  | 4  |
| 31 | 0   | Karl Wendlinger          | 4      | 0      | -  | -  | -  | -  | -  | 3  |
| 32 | 0   | Roberto Moreno           | 15     | 0      | -  | -  | -  | -  | -  | 11 |
| 33 | 0   | Gabriele Tarquini        | 1      | 0      | -  | -  | -  | -  | -  | -  |
| 34 | 0   | Jean-Denis Délétraz      | 2      | 0      | -  | -  | -  | -  | -  | 1  |
| -  | 0   | Giovanni Lavaggi         | 4      | 0      | -  | -  | -  | -  | -  | 4  |
| P  | +/− | Kierowca                 | Starty | Punkty | P1 | P2 | P3 | PP | NO | NS |

### Konstruktorzy
| P  | +/− | Konstruktor        | Starty | Punkty | P1 | P2 | P3 | PP | NO | NS |
| -- | --- | ------------------ | ------ | ------ | -- | -- | -- | -- | -- | -- |
| 1  | 0   | Benetton-Renault   | 30     | 133    | 10 | 2  | 1  | 3  | 7  | 6  |
| 2  | 0   | Williams-Renault   | 30     | 108    | 4  | 7  | 5  | 11 | 5  | 11 |
| 3  | 0   | Ferrari            | 30     | 73     | 1  | 4  | 6  | 1  | 3  | 10 |
| 4  | 0   | McLaren-Mercedes   | 30     | 21     | -  | 1  | -  | -  | -  | 15 |
| 5  | 0   | Jordan-Peugeot     | 30     | 18     | -  | 1  | 1  | -  | -  | 13 |
| 6  | 0   | Sauber-Ford        | 30     | 18     | -  | -  | 1  | -  | -  | 11 |
| 7  | 0   | Ligier-Mugen Honda | 30     | 16     | -  | -  | 1  | -  | -  | 11 |
| 8  | 0   | Tyrrell-Yamaha     | 30     | 2      | -  | -  | -  | -  | -  | 16 |
| 9  | 0   | Footwork-Hart      | 30     | 1      | -  | -  | -  | -  | -  | 19 |
| 10 | 0   | Minardi-Ford       | 30     | 0      | -  | -  | -  | -  | -  | 14 |
| 11 | 0   | Forti-Ford         | 30     | 0      | -  | -  | -  | -  | -  | 19 |
| 12 | 0   | Pacific-Ford       | 29     | 0      | -  | -  | -  | -  | -  | 23 |
| 13 | 0   | Simtek-Ford        | 10     | 0      | -  | -  | -  | -  | -  | 7  |
| P  | +/− | Konstruktor        | Starty | Punkty | P1 | P2 | P3 | PP | NO | NS |